# وادي الأثل
وادي الأثل هو وادي يقع في ليبيا في منطقة صحراوية تسمى الجفارة وهي المنطقة الواقعة بين الجبل الغربي والسواحل الغربية لليبيا ويقع الوادي بالتحديد شمال مدينة يفرن بحوالي 20 كم و جنوب مدينة صرمان الساحلية بحوالي 50 كيلومتر و ويمتدد جنوبا حوالي 20 كم أخرى، حيث يمر عبر المنطقة المسماة باسمه «وادي الاثل» والتي تبلغ مساحتها حوالي 500كم2
وسمي وادي الاثل بهدا الاسم ودلك لوجود الكثير من اشجار الاثل به.

## المنبع
ينبع الوادي من الجبل الغربي وبالاخص الجبال الواقعة شرق مدينة يفرن وسلسلة التلال الواقعة شرق منطقة الوادي